# Château de Palmont
Le château de Palmont est un château situé en France sur la commune de Fontanges, en région Auvergne-Rhône-Alpes.

## Historique
Le donjon est construit en 1480 par Guy de Fontanges sur les ruines d’un château plus ancien. Au XIXe siècle, un petit château est édifié contre le donjon.

### Protection
Les façades et toitures du donjon sont inscrites au titre des monuments historiques par arrêté du 22 décembre 1970.

## Description
De plan rectangulaire, le donjon est flanqué d’une tour d’escalier circulaire à l’est et d’une tour partiellement engagée au nord-est. Chaque étage comprend une salle principale et une pièce dans la tour nord ; des boiseries décorent le deuxième étage.